# Saulgé-l'Hôpital
Saulgé-l'Hôpital är en kommun i departementet Maine-et-Loire i regionen Pays de la Loire i nordvästra Frankrike. Kommunen ligger i kantonen Thouarcé som tillhör arrondissementet Angers. År 2018 hade Saulgé-l'Hôpital 622 invånare.

## Befolkningsutveckling
Antalet invånare i kommunen Saulgé-l'Hôpital
| Referens: INSEE |